# 오툉
오툉(Autun, 프랑스어 발음: [otœ̃])은 프랑스의 주의 하나인 손에루아르주의 코뮌이다. 부르고뉴프랑슈콩테 지역에 위치해 있으며, 정치의 중심지로 비브락트를 소유했던 갈리아인 하이두이족에게 로마의 수도를 주기 위해 초기 로마제국의 원수정 시대에 아우구스투스에 의해 Augustodunum이라는 이름으로 세워졌다. 로마 시대에 이 도시는 각기 다른 추정치에 근거하여 30,000~100,000명이 거주하였다. 오늘날 오툉은 약 15,000명의 인구가 있다.

## 현대 인구
| 연도 | 인구   | ±%     |
| ---- | ------ | ------ |
| 1793 | 7,792  | —      |
| 1806 | 9,400  | +20.6% |
| 1821 | 9,744  | +3.7%  |
| 1831 | 9,936  | +2.0%  |
| 1841 | 11,637 | +17.1% |
| 1851 | 11,997 | +3.1%  |
| 1861 | 11,897 | −0.8%  |
| 1872 | 11,684 | −1.8%  |
| 1881 | 14,049 | +20.2% |
| 1891 | 15,187 | +8.1%  |
| 1901 | 15,764 | +3.8%  |
| 1911 | 15,498 | −1.7%  |
| 1921 | 13,856 | −10.6% |
| 1931 | 14,045 | +1.4%  |
| 1946 | 14,438 | +2.8%  |
| 1954 | 14,399 | −0.3%  |
| 1962 | 15,305 | +6.3%  |
| 1968 | 18,398 | +20.2% |
| 1975 | 21,556 | +17.2% |
| 1982 | 20,587 | −4.5%  |
| 1990 | 17,906 | −13.0% |
| 1999 | 16,419 | −8.3%  |
| 2006 | 14,806 | −9.8%  |
| 2012 | 14,124 | −4.6%  |
| 2014 | 13,955 | −1.2%  |

## 자매도시
오툉은 다음과 자매 도시 관계를 맺고 있다.
| 도시              | 국가   | 연도 |
| ----------------- | ------ | ---- |
| 스테버니지        | 영국   | 1975 |
| 잉겔하임암라인    | 독일   |      |
| 가와고에시        | 일본   | 2002 |
| 아레발로(Arévalo) | 스페인 |      |

## 참고 문헌
- Westermann, Großer Atlas zur Weltgeschichte (독일어)
- INSEE